# Кіпчак (річка)
Кіпча́к, Копчак — річка в Молдові та Україні, в межах Білгород-Дністровського району Одеської області. Ліва притока Сарати (басейн Чорного моря).

## Опис
Довжина 27 км (в межах України — 4 км), площа водозбірного басейну 109 км². Похил річки 4 м/км. Долина коритоподібна, з крутими схилами, розчленована ярами та балками, завширшки 1,5—2 км, завглибшки 50—60 м. Річище слабозвивисте, завширшки 0,5—1,5 м, зарегульоване ставками. Використовується на сільськогосподарські потреби. 

## Розташування
Кіпчак бере початок на південний схід від міста Каушани (Молдова). Тече в межах Південномолдавської височини спершу на південний схід, у середній та нижній течії — на південь. Впадає до Сарати в межах села Міняйлівки.